# Trimble (Missouri)
Trimble – miasto w Stanach Zjednoczonych, w stanie Missouri, w hrabstwie Clinton.